# Tobsucht
Tobsucht, früher auch „Hirnwut“ (zu „Wut“) genannt, ehemals auch Delirium furibundum, Delirium furiosum und Furor maniacus, ist ein veralteter medizinischer Begriff für eine psychische Störung, meist im Sinne einer Manie, die durch hochgradige Erregung und deren nachfolgende, oft aggressiv gefärbte Entladung gekennzeichnet ist. Ein tobsüchtiger Mensch wurde früher auch als „hirnwütig“ bezeichnet.
Tobsuchtsanfall, bei „hysterischer“ Struktur früher auch als Delirium hystericum bezeichnet, ist ein ebenso veralteter medizinischer Begriff für eine Phase extrem gesteigerter motorischer Unruhe. Verwendung findet er in der Alltagssprache noch im Sinne einer plötzlichen Entladung einer besonders starken Erregung mit Tendenz zur Sachbeschädigung, häufig auch auf das Verhalten (Wutausbruch) von Kindern bezogen.

## Definitionen
Nach Karl Jaspers (1883–1969) unterscheidet die Sprache von alters her die bloßen Gemütskrankheiten von der eigentlichen Verrücktheit als uneinfühlbarer und unverständlicher Verhaltensweise. Für diese unverständlichen seelischen Äußerungen trafen Bezeichnungen wie u. a. sinnloses Toben neben Verwirrtheit und nicht einfühlbarer Affekt zu. Sie wurden im 19. Jahrhundert und in der ersten Hälfte des 20. Jahrhunderts unter dem Begriff der Geisteskrankheit zusammengefasst. In der älteren Psychiatrie wurde die Bezeichnung für eine Krankheitseinheit mit stärkster Erregung (Raptus) verwendet. Bisweilen wurde sie als Synonym für Manie, manchmal als Bezeichnung für die Erregung bei Hysterie verwendet. Heute ist die bereits oben genannte umgangssprachliche Bedeutung erhalten. Stärkste sinnlose Erregung, die wie bereits oben gesagt früher als Tobsucht bezeichnet wurde, ist auch als Symptom der Katatonie bekannt. Tobsucht wird gleichfalls als mit Bewusstseinstrübung verbundener höchstgradiger Bewegungsdrang und Trieb zu gewalttätigen Handlungen definiert, der bei Mania gravis – auch synonym für diese – u. a. bei Psychosen auftritt. Auch der Definition von Pschyrembel (1964) liegt diese Bedeutung zugrunde.